# Metsola (Kotka)
Pour les articles homonymes, voir Metsola.
Metsola est un quartier de la ville de Kotka en Finlande.

## Géographie
Metsola est situé à 1,5–4 kilometres de Kotkansaari. Il compte 1912 habitants en 2016.
À l'ouest, Metsola est bordé par le bras Langinkoskenhaara du fleuve Kymijoki et par le golfe de Finlande, au nord, par Keisarinmajantie et par le quartier de Korela, 
À l'est, Metsola est bordé par le quartier de Jylppy et par la zone industrielle de Kotkantie.
Au sud Metsola est voisine de Virolainenpohja dans le quartier d'Hovinsaari. 
Les rues de Metsola portent des noms d'oiseaux et le quartier est traversé par la rue Allintie. Kotkantie et Hyväntuulentie passent à l'est de Métro la et vont du centre de Kotka jusqu'à Kotkansaari.
La rive occidentale des rapides Langinkoski fait partie de Lankila et sa rive orientale fait partie de Metsola.

## Bâtiments

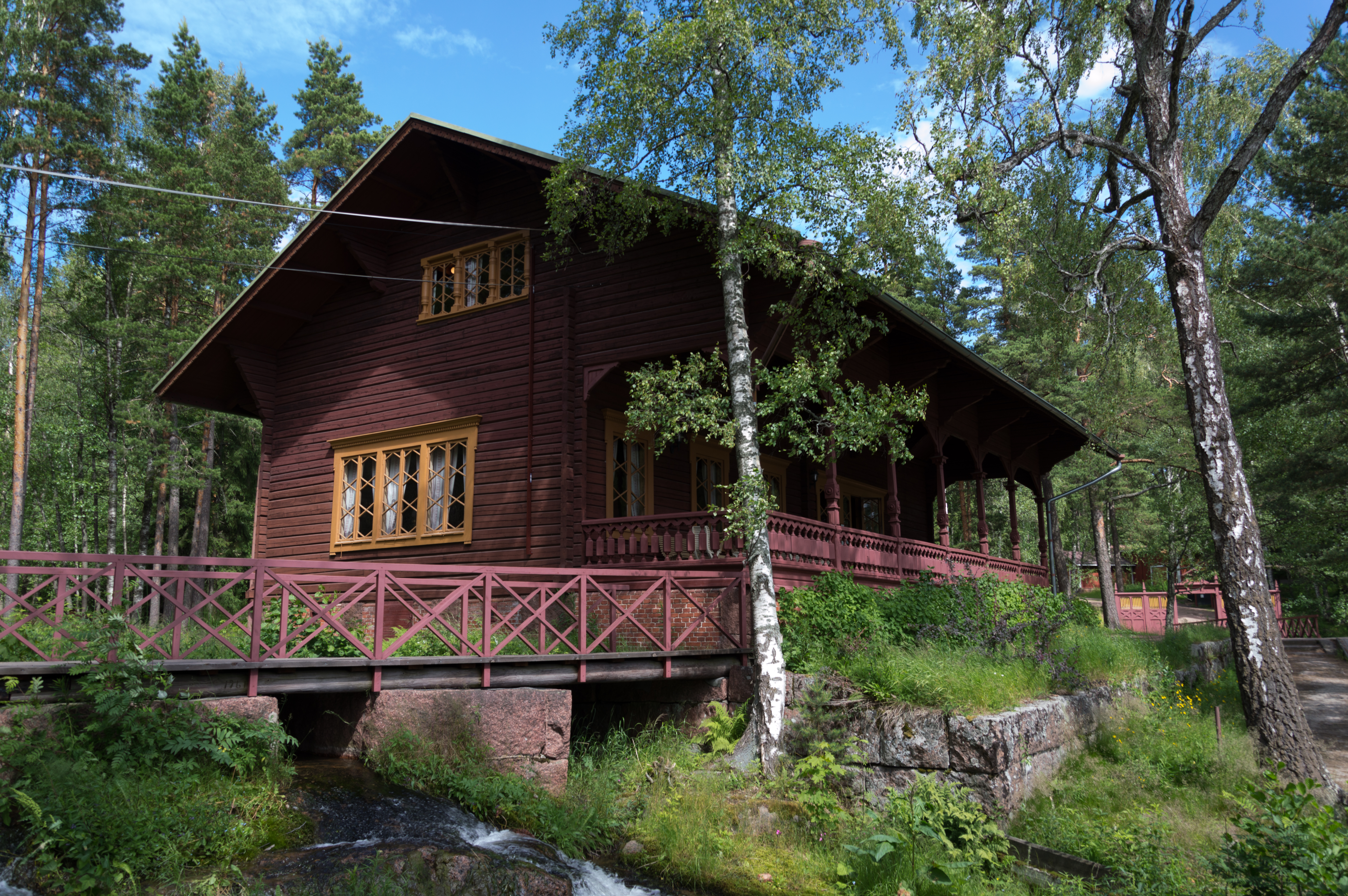
Le Pavillon de pêche impérial de Langinkoski.

Les bâtiments les plus importants de Metsola sont l'église de Langinkoski et le Pavillon de pêche impérial de Langinkoski. 
L'ancienne brasserie à vapeur de Kotka, située en bordure de Metsola, a été rénovée et la propriété abrite désormais des installations de formation et un restaurant. 
Le parc immobilier de  Metsola se compose principalement de maisons individuelles et de maisons jumelées. 
Il y a aussi des immeubles résidentiels et des appartements d'étudiants. 
L'Hôpital central de la vallée de la Kymi, se trouve à proximité du quartier.
Le quartier abrite deux zones de jardins familiaux: jardin familial de Langinlaakso, jardin familial de Metsola et un petit port de plaisance, qui fait partie intégrante du mode de vie de Kotka. 
Le sentier de randonnées Aleksanterin reitti, suit les rives du Kymijoki et fait partie du parc national urbain de Kotka.

## Éducation

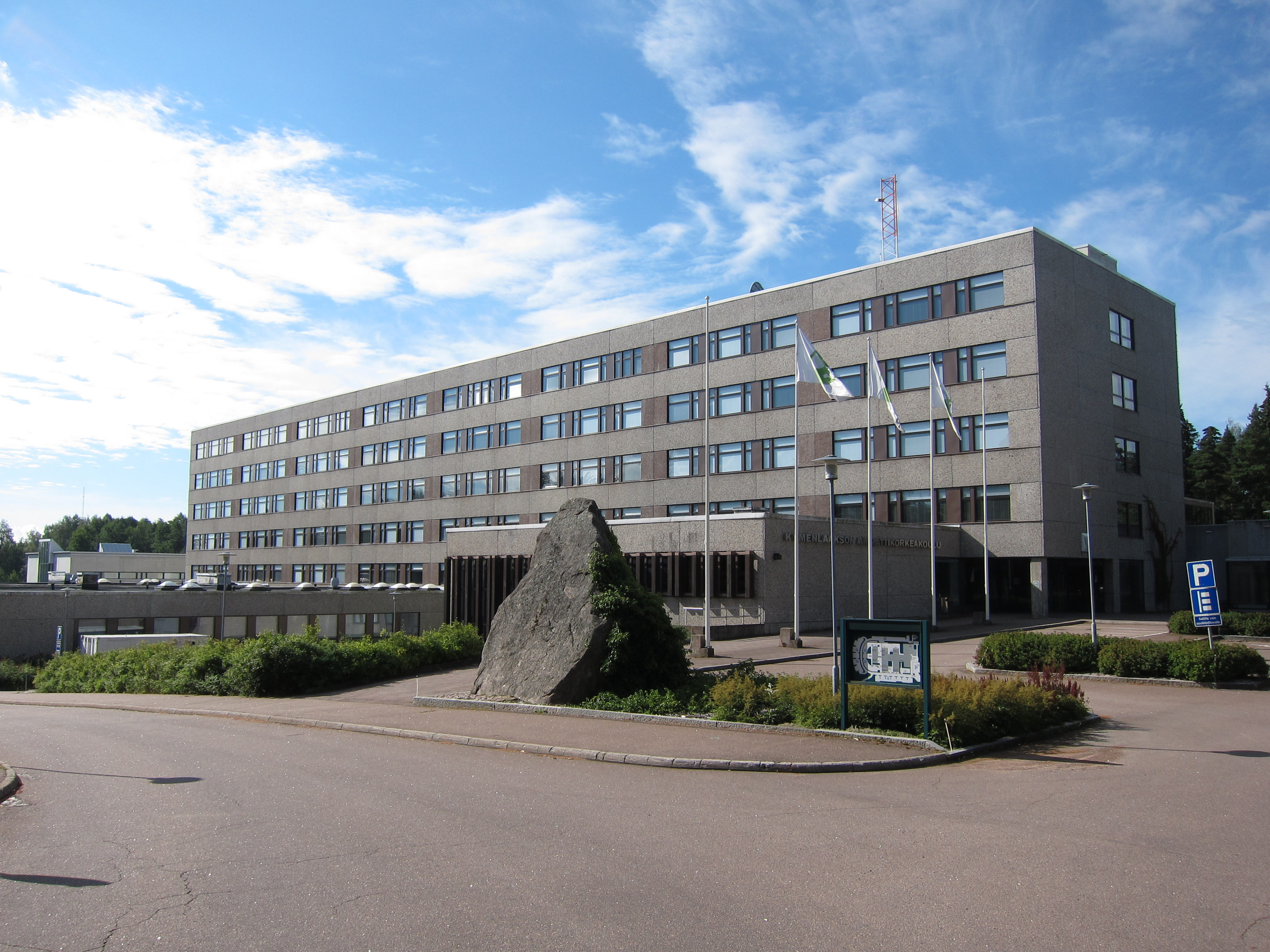
L'université des sciences appliquées du Sud-Est de la Finlande à Metsola.

Metsola compte l'école de Langinkoski, la Kotka Svenska Samskola et l'Université des sciences appliquées du Sud-Est de la Finlande (technologie, économie, secteur social et de la santé, tourisme).